# 슬롯 1

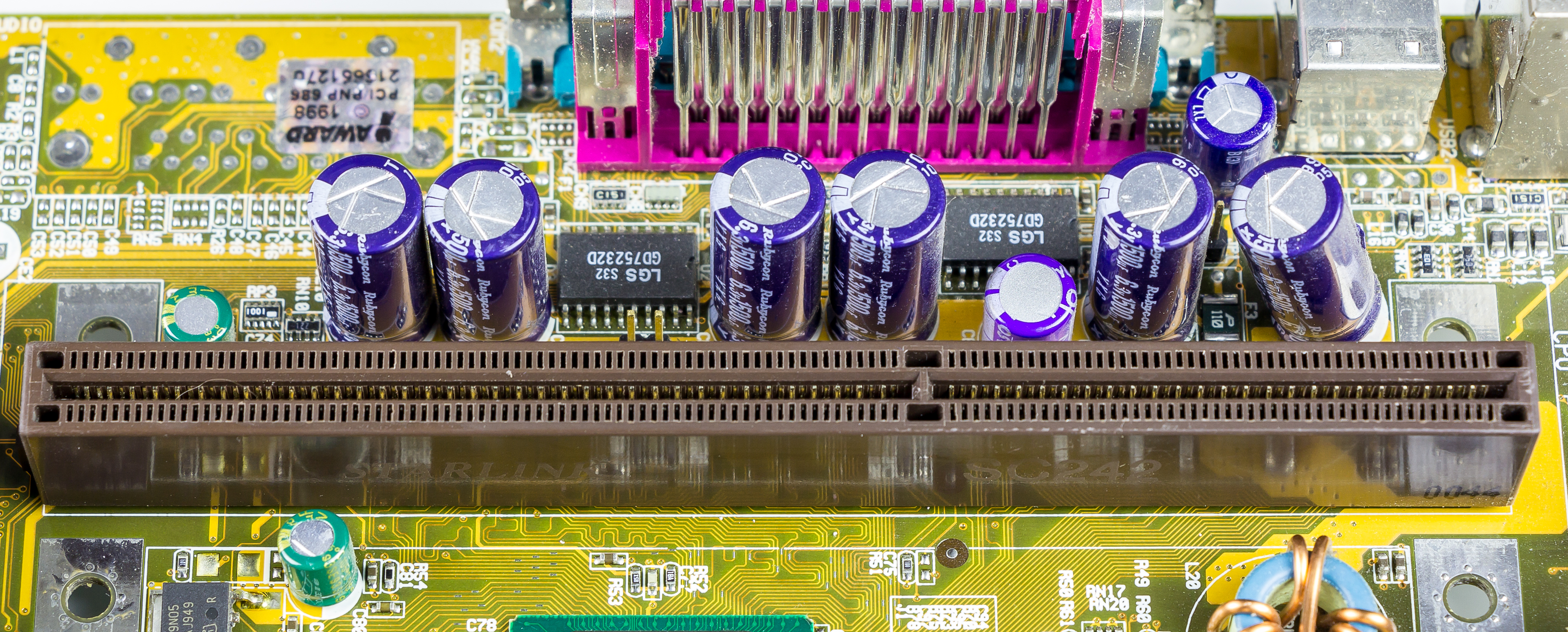
슬롯 1

슬롯 1(Slot 1)은 인텔 마이크로프로세서 펜티엄 II와 펜티엄 III, 셀러론, 펜티엄 프로에 사용된 커넥터 규격을 말한다. 슬롯 1은 칩셋에 따라 싱글과 듀얼 프로세서의 구성도 가능하다.

## 특징

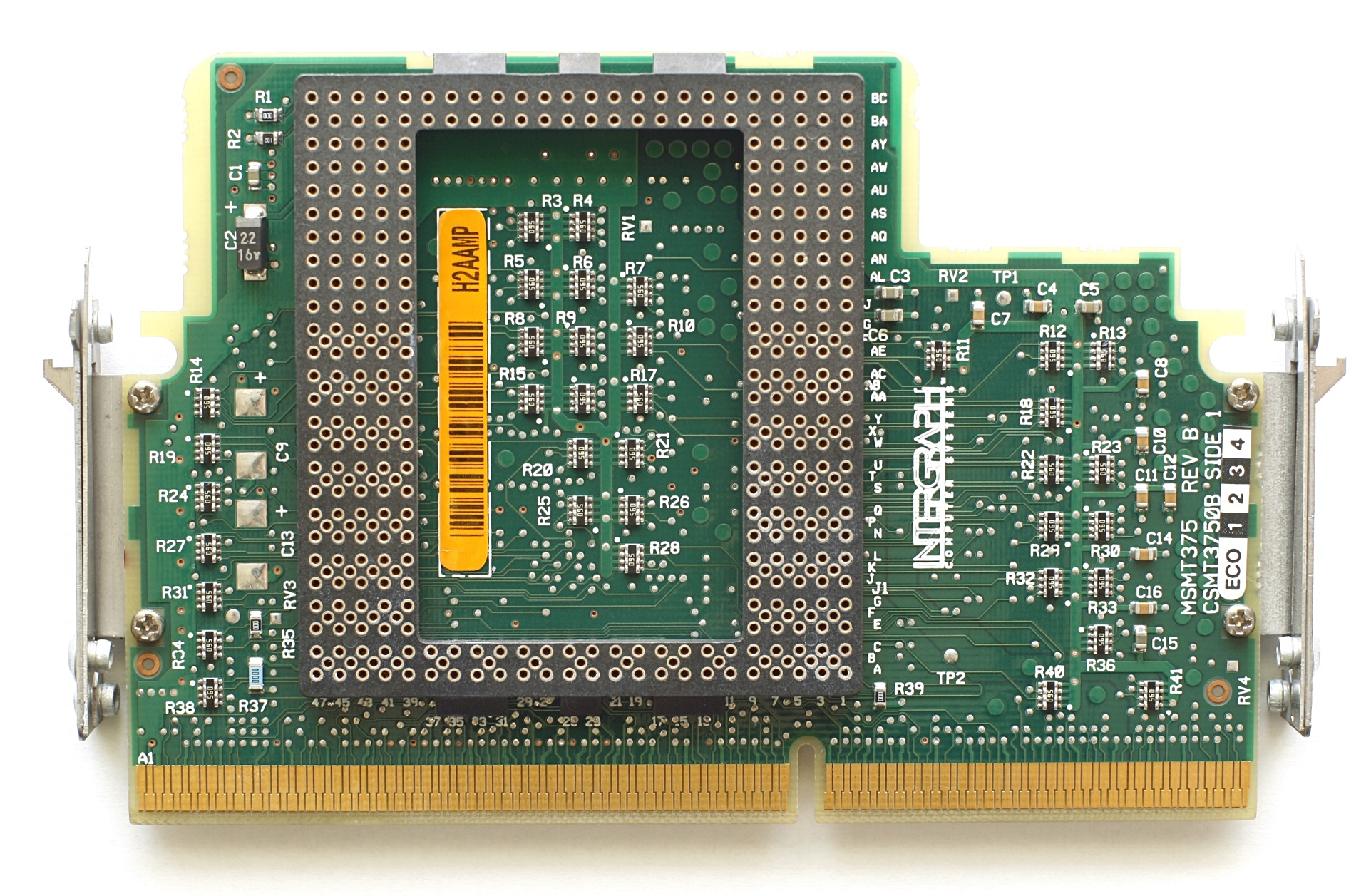
소켓 8 슬로켓

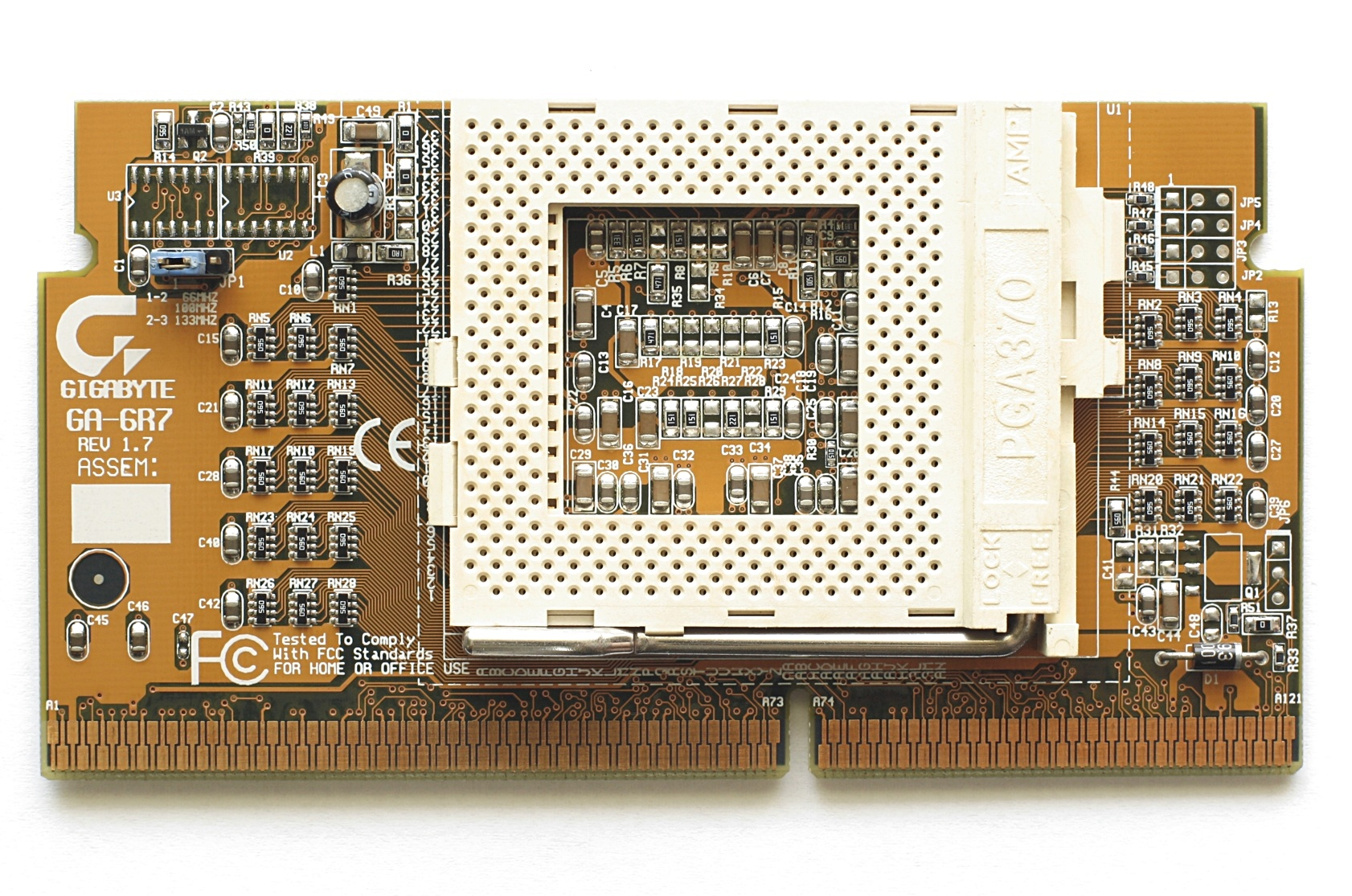
소켓 370 슬로켓

인텔 P6 CPU는 소켓 8, 슬롯 1, 소켓 370 등 3가지 플랫폼을 사용했다. 최초의 P6 CPU인 소켓 8 펜티엄 프로는 L2 캐시를 CPU에 내장했다. 하지만 하나의 칩에 코어와 캐시가 들어있던 펜티엄 프로와는 달리 펜티엄 II는 코어와 캐시가 2개의 칩으로 나뉘어 기판에 장착되어 있었기 때문에 소켓에서 슬롯으로 바뀌게 되었다.
2000년 FC-PGA 펜티엄 III가 발료된 이후 소켓 370이 점차 슬롯 1을 대체하게 된다. 소켓 370은 1999년 저가형 셀러론 CPU에서 처음 사용하였다.
인텔은 새로운 슬롯 1에 멀티 프로세서 기능을 지원했는데 듀얼 프로세서 메인보드로 최대 2개의 펜티엄 II나 펜티엄 III를 사용할 수 있었다.
극히 드물기는 하지만 소켓 8 펜티엄 프로를 슬롯 1 메인보드에 사용할 수 있게 해주는 슬로켓(Slotket)이라는 컨버터도 판매되었다. 셀러론 프로세서는 공식적으로 듀얼 프로세서 기능을 가지고 있지 않았다.
슬로켓은 소켓 370 프로세서를 슬롯 1 메인보드에 장착하기 위한 용도로도 사용되었다. 새로운 소켓 370 프로세서는 사용 전압이 낮아진데 비해 메인보드는 이를 지원하지 못했기 때문에 대부분의 슬로켓은 전압 조정 장치를 가지고 있었다.
슬롯 1에 사용된 슬롯 커넥터 SC242는 나중에 AMD의 슬롯 A에도 사용되었다. 슬롯 1과 슬롯 A, 두 커넥터는 외형상 똑같았지만 전기적으로는 전혀 달랐기 때문에 AMD는 잘못 장착되는 상황을 예방하기 위해 슬롯 A의 슬롯 커넥터를 180도 돌려놓았다.

## 외형

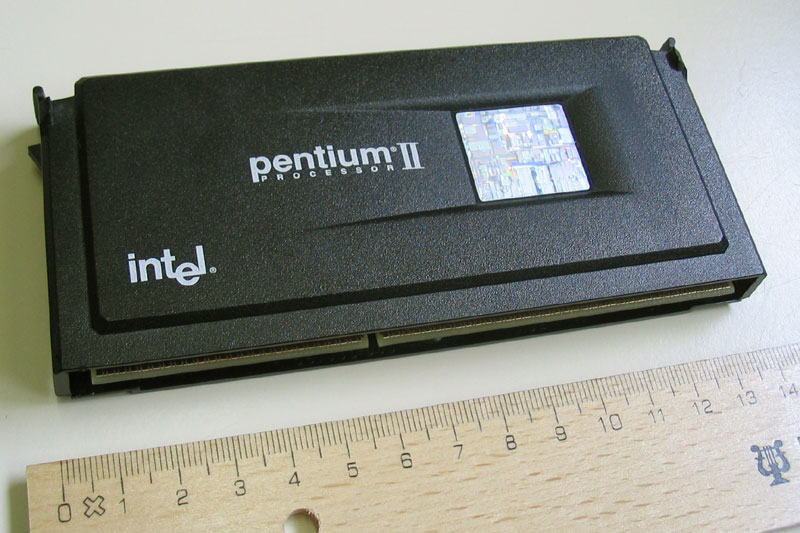
인텔 펜티엄 II

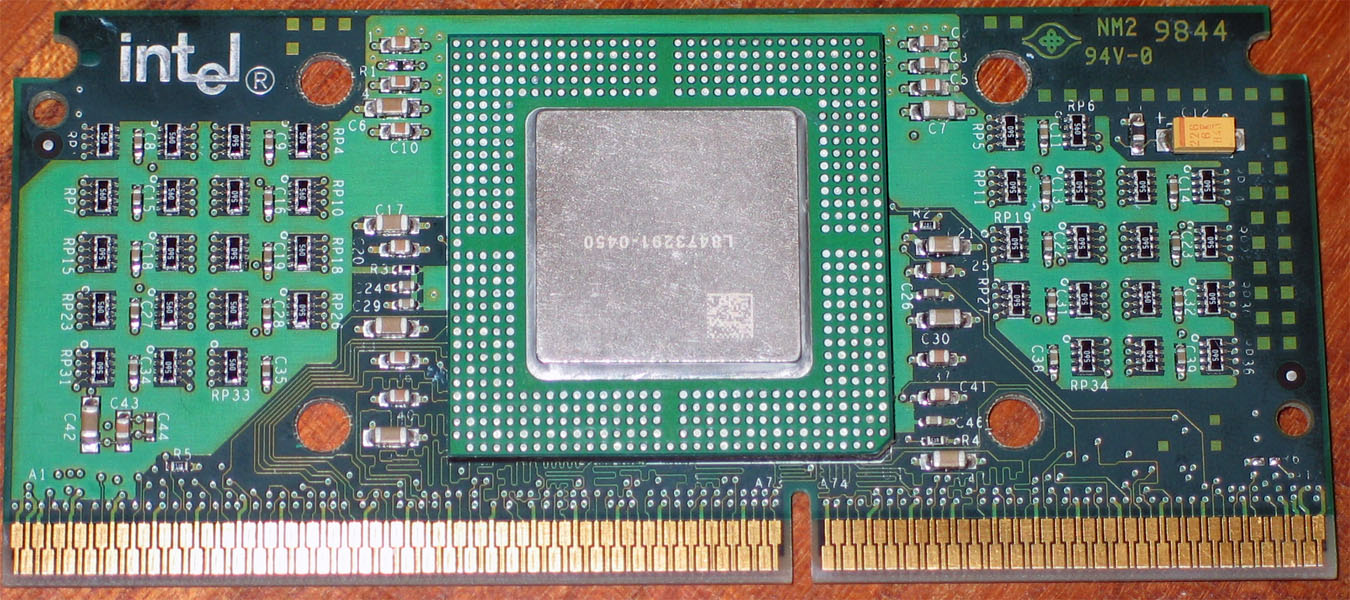
인텔 셀러론

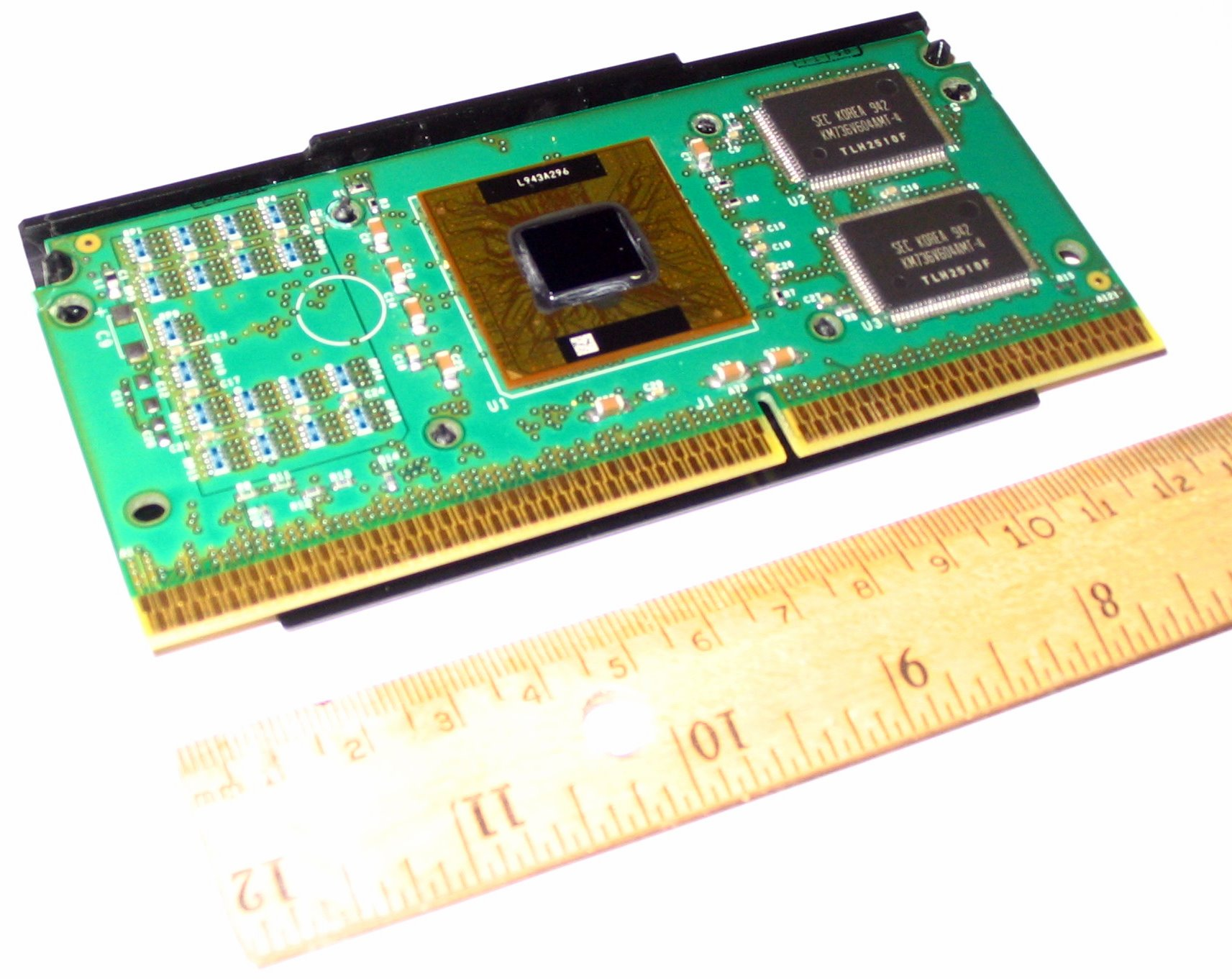
인텔 펜티엄 III

SECC(Single Edge Contact Cartridge)는 슬롯 1 초창기의 펜티엄 II CPU에 사용된 패키징이다. CPU 기판의 윗면은 아노다이징된 알루미늄 판이 CPU 쿨러와 고정되어 있으며 아랫면은 플라스틱 케이스로 기판 전체가 감싸여 있다. 플라스틱 면에 인텔 로고와 제품명, 홀로그램 스티커가 붙어 있다. SECC는 매우 단단하기 때문에 소켓 CPU처럼 메인보드에 장착하다 파손되는 일이 없다.
SEPP(Single Edge Processor Package)는 저가형 셀러론에 사용된 패키징으로 CPU 기판 윗면은 쿨러와 직접 맞닿아 있고 뒷면은 쿨러를 고정하는 작은 금속판이 있을 뿐 케이스는 없다.
SECC2는 펜티엄 III에 사용된 패키징으로 SEPP처럼 CPU 기판 윗면이 쿨러와 맞닿아 있고 플라스틱 케이스도 뒷면만 덮고 있어서 기판 일부가 노출되어 있다.

## 칩셋

### 인텔 440FX[1]
- 1996년 5월 6일 발표
- FSB: 66 MHz
- 지원 메모리 : EDO-DRAM
- 지원 CPU:
  - 펜티엄 Pro
  - 펜티엄 II with 66 MHz FSB
  - 셀러론 (코빙턴, 멘도시노)
- 이 칩셋은 소켓 8과 슬롯 1에 사용할 수 있으며 AGP와 SDRAM은 지원하지 않는다.

### 인텔 440LX[2]
- 1997년 8월 17일 발표
- FSB: 66 MHz
- 지원 메모리 : SDRAM
- 지원 CPU :
  - 펜티엄 II 66 MHz FSB
  - 셀러론 (코빙턴, 멘도시노)
- 이 칩셋은 최초로 AGP와 SDRAM을 지원했다.

### 인텔 440BX[3]
- 1997년 4월 발표
- FSB: 66, 100 MHz (대다수 메인보드에서 133 MHz 오버클럭 지원)
- 지원 메모리 : SDRAM (PC66, PC100 ,오버클럭으로 PC133 지원)
- 지원 CPU:
  - 펜티엄 II 66, 100 MHz FSB
  - 펜티엄 III 100 MHz FSB
  - 셀러론 (코빙턴, 멘도시노, 코퍼마인)
- 오버클럭이나 슬로켓으로 펜티엄 III 133 MHz FSB 사용이 가능했다.

### 비아 아폴로 프로 133A
- 2000년 발표
- FSB : 66, 100, 133 MHz
- AGP 4x 모드 지원
- 모든 슬롯 1 CPU 지원

## 같이 보기
- 슬롯 A
- 슬롯 2
- 슬로켓